# 松井誠と井田國彦の名古屋見世舞
『松井誠と井田國彦の名古屋見世舞』（まついまことといだくにひこのなごやみよまい）は、2009年1月8日から同年1月29日までテレビ愛知で放送されていたトーク番組である。

## 概要
松井誠と井田國彦の司会による深夜のトーク番組で、共に演劇界で活躍する彼らが各回のゲストとともに演劇論や私生活での出来事などについてトークを繰り広げていた。ゲストは2週にわたって同じ人物が出演。収録は主に大須演芸場の舞台などで行われていた。
しかし、番組制作会社が起こした後述の不祥事により、わずか4回の放送で打ち切りに追いやられた。テレビ愛知で放送される深夜番組は殆どが短命に終わる傾向にあるが、その中でもこれは最短クラスのものになる。これよりもさらに短い期間で打ち切られた番組の例として、2002年1月にテレビ東京からのネット受けで放送された『1080°』があるが、この番組は元々つなぎ番組として放送されたものであり、今回のように番組制作陣の不祥事が原因で打ち切られたのではない。

## 放送時間
いずれも日本標準時。
- 木曜 24:58 - 25:28 （本放送）
- 木曜 14:30 - 15:00 （再放送、7日遅れ）

## 出演者
- 松井誠
- 井田國彦
- 稲葉寿美（フリーアナウンサー）

## サブタイトル一覧
- 松井誠（秘）爆笑トーク…激動の半生記（2009年1月8日）
- まな弟子が告白…松井誠の（秘）素顔とは？（2009年1月15日）
- 驚き…川崎麻世（秘）麻世汁とは（2009年1月22日）
- 爆笑・川崎麻世（秘）ものまね…（2009年1月29日）

## 不祥事
放送第2回の企画「美穂の美人伝」の収録中にやらせが行われていたことが視聴者からの問い合わせにより発覚した。テレビ愛知に問い合わせがあったのは当該回の再放送が行われた2009年1月22日のことで、これを受けた同局が番組の実制作を担当していたビデオネットに詳細を求めたところ、同社はその事実を認めた。テレビ愛知は1月27日に名古屋商工会議所で記者会見を開き、この件についての説明をするとともに謝罪をした。
この企画は、出演者の井田國彦と矢部美穂が名古屋市内の観光地で通行人にインタビューをするというものだった。しかし、出演者たちには次の予定があり、インタビューをする相手をいち早く確保する必要があった。そのため、番組制作陣はメイク担当の女性スタッフ2人に通行人を装うよう指示した。時間が押し迫っていたがゆえの窮策だったが、その回に出演した「通行人」2人の名前とスタッフロールに表示されるスタッフの名前とが一致した状態で放送されたため、このやらせは発覚することになった。
加えて1月29日には、その現場にテレビ愛知の社員も立ち会っていたことが外部関係者からの指摘で判明。立ち会っていたのは番組プロデューサーではなく営業部の社員だったが、同局の人間がやらせを黙認していたことに変わりはなかった。これにより、もはやこの番組を放送するわけにはいかないと判断したテレビ愛知は、1月29日放送分をもって打ち切ることを発表した。また、後に同局の報道制作局長や番組プロデューサーなどを解任・降格・減給処分にしたことを発表した。なお、問題が発覚した昼の再放送は1月22日放送分（テレビ愛知に問い合わせがあった日）をもって打ち切られ、以後は『遊びに行こっ!〜旅するTV〜ホトチャンネル』傑作選に差し替えられていた。